# Adriënne Kleiweg
Adriënne Kleiweg, née Adriënne Frédérique Kleiweg de Zwaan le 16 octobre 1948 à Hilversum, est une actrice néerlandaise.

## Filmographie

### Cinéma et téléfilms
- 1975 : Klaverweide (nl) : Marijke van de Zande
- 1983 : Mensen zoals jij en ik (nl) : Mère de Vries
- 1983 : De ware Jacob : Karin
- 1983 : Briefgeheim : Mère de Jacky et Thomas
- 1985-1986 : De Appelgaard (nl) : Margot van Langevelt
- 1987 : Moordspel (nl) : Mère de Vos
- 1989-1992 : Spijkerhoek (nl) : Willy van de Akker
- 1991 : Suite 215 : Irma van Gelder
- 1994 : Vrienden voor het leven (nl) : Klant
- 1994 : Oppassen!!! (nl) : Louise Bloemen
- 1994 : De Victorie (nl) : Annelien Kortrijk-Van Zuylen Thoe Beusekom
- 1994 : Het Zonnetje in Huis (nl) : La rédactrice en chef
- 1996-2000 : Goudkust (nl) : Mary Zoomers
- 1999 : In de clinch (nl) : Mère de Krul
- 2000 : De Aanklacht (nl) : Sietske van der Klok
- 2001 : DOK12 : Polly Fransen
- 2005-2006 : Goede tijden, slechte tijden : Louise Kappers
- 2006 : Spoorloos verdwenen (nl) : Agaath Souer

## Vie privée
Elle est la mère de l'actrice et chanteuse Sarah Chronis.